# ブラシノリド
ブラシノリド（英: brassinolide、ブラシノライド、ブラッシノリド）は植物ホルモンの一種。最初に単離されたブラシノステロイドであり、1970年に茎の伸長や細胞分裂の促進活性を有するセイヨウアブラナ (Brassica napus) の花粉から発見され、1979年に単離された。
化合物名は、セイヨウアブラナの学名に由来する。